# Calico Jack
Calico Jack, właściwie Jack Rackam lub Rackham (ur. około roku 1680, zm. w listopadzie 1720 r.) – angielski pirat.

## Życiorys
Był typowym karaibskim piratem polującym przy użyciu niewielkiego slupa na małe statki handlowe w żegludze kabotażowej. Nic nie wiadomo o jego przeszłości, ale z całą pewnością w roku 1718 pojawił się na wyspie New Providence na Bahamach, gdzie wstąpił do pirackiej załogi Charlesa Vane'a i brał udział w brawurowej ucieczce Vane'a z wyspy, gdy ich statek został zaatakowany przez okręt brytyjski gubernatora Woodesa Rogersa.
Wiosną 1719 wybrano go kwatermistrzem i został zastępcą Vane'a. Wkrótce potem, w wyniku starcia pomiędzy Vane'em a załogą, został okrzyknięty nowym kapitanem. Vane został wysadzony na mały slup, a większy, pod rozkazami Calico - według niektórych źródeł - został stracony, gdy patrolowy okręt z Jamajki znalazł go na kotwicy podczas gdy większość pirackiej załogi znajdowała się na brzegu. W tej sytuacji pozbawiony statku Calico wrócił do New Providence, gdzie - w ramach ogłoszonej przez gubernatora Rogersa amnestii dla piratów - został ułaskawiony. Według innej relacji porzucił drogę przestępstwa z własnej woli.
Tak się jednak stało, że wkrótce potem poznał Anne Bonny, która prawdopodobnie została jego kochanką. Praworządne życie na lądzie okazało się - z braku środków do życia - nie do zniesienia, więc w sierpniu 1719 roku Rackam ukradł slup William i wrócił do piractwa. W jego załodze znalazły się dwie kobiety: Anne Bonny i Mary Read.
Bazując na Bahamach, krążył pomiędzy Bermudami a Hispaniolą, zajmując kilka statków i znaczną ilość zyskownych towarów. Następnie krążył jakiś czas wokół Kuby, atakując jednostki przybrzeżne, po czym skierował się ponownie ku Jamajce. Tu opuściło go szczęście.
Stojący na kotwicy u brzegu wyspy piracki statek został odkryty i zaatakowany przez patrolowy slup władz Jamajki. Wszyscy mężczyźni (9) na pokładzie Williama byli kompletnie pijani, ale - zgodnie z późniejszymi zeznaniami - obie kobiety potrafiły zmusić ich do działania. W rezultacie Calico przeciął cumę kotwiczną i uciekł, ale pościg trwał całą noc. Rano, po wymianie ognia, brytyjski kapitan dokonał abordażu i zdobył piracki statek głównie dlatego, że mężczyźni byli nadal pijani, a jedyny opór stawiły kobiety.
Po trwającym kilka tygodni procesie wszyscy mężczyźni, z Calico na czele, zostali skazani na śmierć i powieszeni w listopadzie 1720 roku.